# National Rugby League 2004
La National Rugby League de 2004 fue la 97.ª edición del torneo de rugby league más importante de Australia y Nueva Zelanda.

## Formato
Los clubes se enfrentaron en una fase regular de todos contra todos, los ocho equipos mejor ubicados al terminar esta fase clasificaron a la postemporada.
Se otorgaron 2 puntos por el triunfo, 1 por el empate y ninguno por la derrota.

## Desarrollo

### Tabla de posiciones
| Pos. | Equipo                        | Encuentros | Encuentros | Encuentros | Encuentros | Tantos | Tantos | Tantos | Puntos |
| Pos. | Equipo                        | PJ         | PG         | PE         | PP         | F      | C      | Dif    | Puntos |
| ---- | ----------------------------- | ---------- | ---------- | ---------- | ---------- | ------ | ------ | ------ | ------ |
| 1    | Sydney Roosters               | 24         | 19         | 0          | 5          | 710    | 368    | +342   | 42     |
| 2    | Canterbury-Bankstown Bulldogs | 24         | 19         | 0          | 5          | 760    | 491    | +269   | 42     |
| 3    | Brisbane Broncos              | 24         | 16         | 1          | 7          | 602    | 533    | +69    | 37     |
| 4    | Penrith Panthers              | 24         | 15         | 0          | 9          | 672    | 567    | +105   | 34     |
| 5    | St. George Illawarra Dragons  | 24         | 14         | 0          | 10         | 624    | 415    | +209   | 32     |
| 6    | Melbourne Storm               | 24         | 13         | 0          | 11         | 684    | 517    | +167   | 30     |
| 7    | North Queensland Cowboys      | 24         | 12         | 1          | 11         | 526    | 514    | +12    | 29     |
| 8    | Canberra Raiders              | 24         | 11         | 0          | 13         | 554    | 613    | −59    | 26     |
| 9    | Wests Tigers                  | 24         | 10         | 0          | 14         | 509    | 534    | −25    | 24     |
| 10   | Newcastle Knights             | 24         | 10         | 0          | 14         | 516    | 617    | −101   | 24     |
| 11   | Cronulla-Sutherland Sharks    | 24         | 10         | 0          | 14         | 528    | 645    | −117   | 24     |
| 12   | Parramatta Eels               | 24         | 9          | 0          | 15         | 517    | 626    | −109   | 22     |
| 13   | Manly-Warringah Sea Eagles    | 24         | 9          | 0          | 15         | 615    | 754    | −139   | 22     |
| 14   | New Zealand Warriors          | 24         | 6          | 0          | 18         | 427    | 693    | −266   | 16     |
| 15   | South Sydney Rabbitohs        | 24         | 5          | 2          | 17         | 455    | 812    | −357   | 16     |

|  | Postemporada. |

### Postemporada

#### Finales de clasificación
| 10 de septiembre | Penrith Panthers | 31 - 30 | St. George Illawarra Dragons |  |  |

| 11 de septiembre | Brisbane Broncos | 14 - 31 | Melbourne Storm |  |  |

| 11 de septiembre | Canterbury-Bankstown Bulldogs | 22 - 30 | North Queensland Cowboys |  |  |

| 12 de septiembre | Sydney Roosters | 38 - 12 | Canberra Raiders |  |  |

#### Semifinal
| 18 de septiembre | North Queensland Cowboys | 10 - 0 | Brisbane Broncos |  |  |

| 19 de septiembre | Canterbury-Bankstown Bulldogs | 43 - 18 | Melbourne Storm |  |  |

#### Finales premilinares
| 25 de septiembre | Penrith Panthers | 14 - 30 | Canterbury-Bankstown Bulldogs |  |  |

| 26 de septiembre | Sydney Roosters | 19 - 16 | North Queensland Cowboys |  |  |

#### Final
| 3 de octubre | Sydney Roosters | 13 - 16 | Canterbury-Bankstown Bulldogs | ANZ Stadium, Sídney             |  |
|              |                 |         |                               | Asistencia: 82.127 espectadores |  |

| Bandera de Australia                  |
| Campeón Canterbury-Bankstown Bulldogs |
| Octavo título                         |